# Bogovi su pali na tjeme (album)
Bogovi su pali na tjeme je treći studijski album zagrebačke pjevačice Ivane Banfić objavljen 1996. godine.

## O albumu
Producent albuma je Zvonimir Dusper-Dus, a tektopisac pjesama je Dino Dvornik. Za omot je albuma C. C. Kelčec osvojio Porina za likovno oblikovanje. Pjesma "Dream" je s prodajom bila uspješna i van granica Republike Hrvatske. Jedna od najpoznatijih pjesma s albuma je "Nag", duet s Dinom Dvornikom. S pjesmom "Fatamorganaurokana" nastupila je na Splitskom festivalu. Pjesma "Ja nisam ta" objavljena je u obliku maxi singla.

## Popis pjesama
| Br. | Skladba                        | Trajanje |
| --- | ------------------------------ | -------- |
| 1.  | »Dream«                        | 5:50     |
| 2.  | »Nag« (duet s Dinom Dvornikom) | 3:37     |
| 3.  | »Ja nisam ta«                  | 3:48     |
| 4.  | »Higher«                       |          |
| 5.  | »Samo ostani«                  |          |
| 6.  | »Sve moje molitve«             |          |
| 7.  | »Voljeti ću sebe«              |          |
| 8.  | »Vrijeme kiša«                 |          |
| 9.  | »Fatamorganaurokana«           |          |